# Драган Тевдовски
Драган Тевдовски (на македонска литературна норма: Драган Тевдовски) е политик и министър на финансите на Република Македония от 1 юни 2017 г.

## Биография
Роден е на 21 януари 1979 година в Скопие. От декември 2002 г. е младши асистент по статистика към Икономическия факултет на Скопския университет, а от септември 2007 г. е асистент. От 2010 до 2015 г. е доцент в университета, а от 2015 г. и извънреден професор. Завършва магистратура в Икономическия факултет на Скопския университет, Белградския университет. През 2010 г. защитава докторска дисертация на тема: Предвидување и портфолио оптимизација на хартии од вредност од македонската берза (Прогнози и оптимизация на ценните книжа в портфейла на Македонската фондова борса). Специализира в Университета „Карлос III“ в Испания, Университета „Рим III“ в Италия, Университета „Джордж Вашингтон“, Университета „Стафордшир“ във Великобритания и Софийския университет. От 1 юни 2017 г. е министър на финансите в правителството на Зоран Заев.